# Моржаны
Моржаны — деревня в Юрьянском районе Кировской области в составе Загарского сельского поселения.

## География
Находится на расстоянии примерно 8 километров на северо-восток от поселка Мурыгино.

## История
Известна с 1671 года как починок Коземки Змеева с 1 двором. В 1764 году учтено в ней 14 жителей. В 1873 в деревне (уже Змиевская или Моржаны) отмечено дворов 2 и жителей 17, в 1905 9 и 28, в 1926 10 и 65, в 1950 9 и 40, в 1989 уже не оставалось постоянных жителей. Деревня ныне имеет дачный характер.

## Население
Постоянное население  не было учтено как в 2002 году, так и в 2010.